# Фруктоїд-довгодзьоб
 Фруктоїд-довгодзьоб (Toxorhamphus) — рід горобцеподібних птахів родини фруктоїдових (Melanocharitidae). Містить 2 види.

## Поширення
Ендемік Нової Гвінеї. Живе у дощовому або хмарному лісі.

## Опис
Дрібні птахи завдовжки близько 10 см. Зовні схожі на нектарок або медолюбів. Це пухкі птахи з коротким квадратним хвостом і міцними ногами. Довгий дзьоб серпоподібної форми, загнутий вниз. Забарвлення тіла зеленкувато-жовте, за винятком сірого горла. На спині забарвлення темніше, зеленкувато-коричневе.

## Спосіб життя
Мешкає у дощових лісах. Трапляється поодинці, рідше парами. Активний вдень. Живиться комахами, нектаром, рядше дрібними ягодами.

## Види
- Фруктоїд-довгодзьоб жовточеревий (Toxorhamphus novaeguineae)
- Фруктоїд-довгодзьоб сірогорлий (Toxorhamphus poliopterus)